# Hôtel de la Caisse d'épargne de Dreux
L’hôtel de la Caisse d’épargne est un bâtiment de la fin du XIXe siècle situé à Dreux, en France. Il a autrefois accueilli un établissement bancaire, pour lequel il a été construit. Il est inscrit aux monuments historiques depuis 2000.

## Situation et accès
L’édifice est situé aux no 22, 24 de la place Métézeau, au sud-est du centre-ville de Dreux, et plus largement au  nord du département d’Eure-et-Loir.

## Histoire

### Contexte
La Caisse d’épargne de Dreux — dont les statuts sont délibérés par le conseil municipal les 30 juin et 14 novembre 1835 — est autorisée par ordonnance royale du 21 avril 1836.

« La caisse d’épargnes et de prévoyance fondée à Dreux (Eure-et-Loir) est autorisée.
Sont approuvés les statuts de ladite caisse, tels qu’ils sont contenus dans la délibération du conseil municipal de cette ville, en date des 30 juin et 14 novembre 1835, dont une expédition conforme restera déposée aux archives du ministère du commerce. »

— Article 1er de l’ordonnance du roi portant autorisation de la caisse d’épargnes et de prévoyance fondée à Dreux (Eure-et-Loir)

### Première pierre
La cérémonie de pose de la première pierre a lieu le 24 avril 1893. La pierre en elle-même est posée à 11 h par Louis Terrier, ministre du Commerce et de l’Industrie.

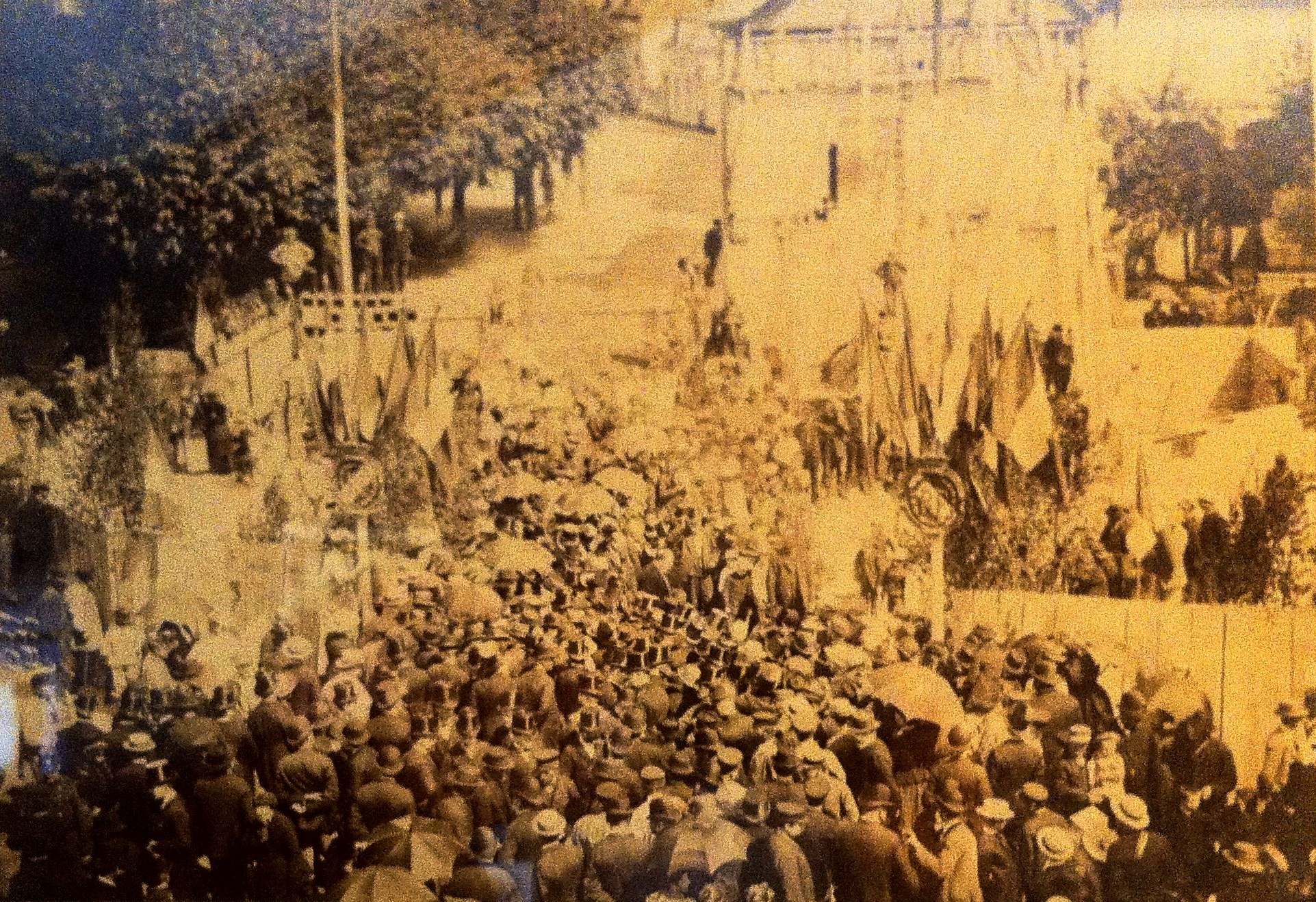
Foule rassemblée pour la cérémonie de pose de la première pierre.

### Inauguration
La cérémonie d’inauguration a lieu en 1894 et est accompagnée d’un grand concours musical, sous la présidence d’honneur de Louis Terrier et dont le jury est présidé par le compositeur Émile Pessard.

### Occupations
Les services de la Caisse d'épargne sont installés au rez-de-chaussée en 1895 et à partir de 1897, la banque loue tout le premier étage à la Ville qui y installe la mairie. Cette dernière y siège jusqu'en 1951.

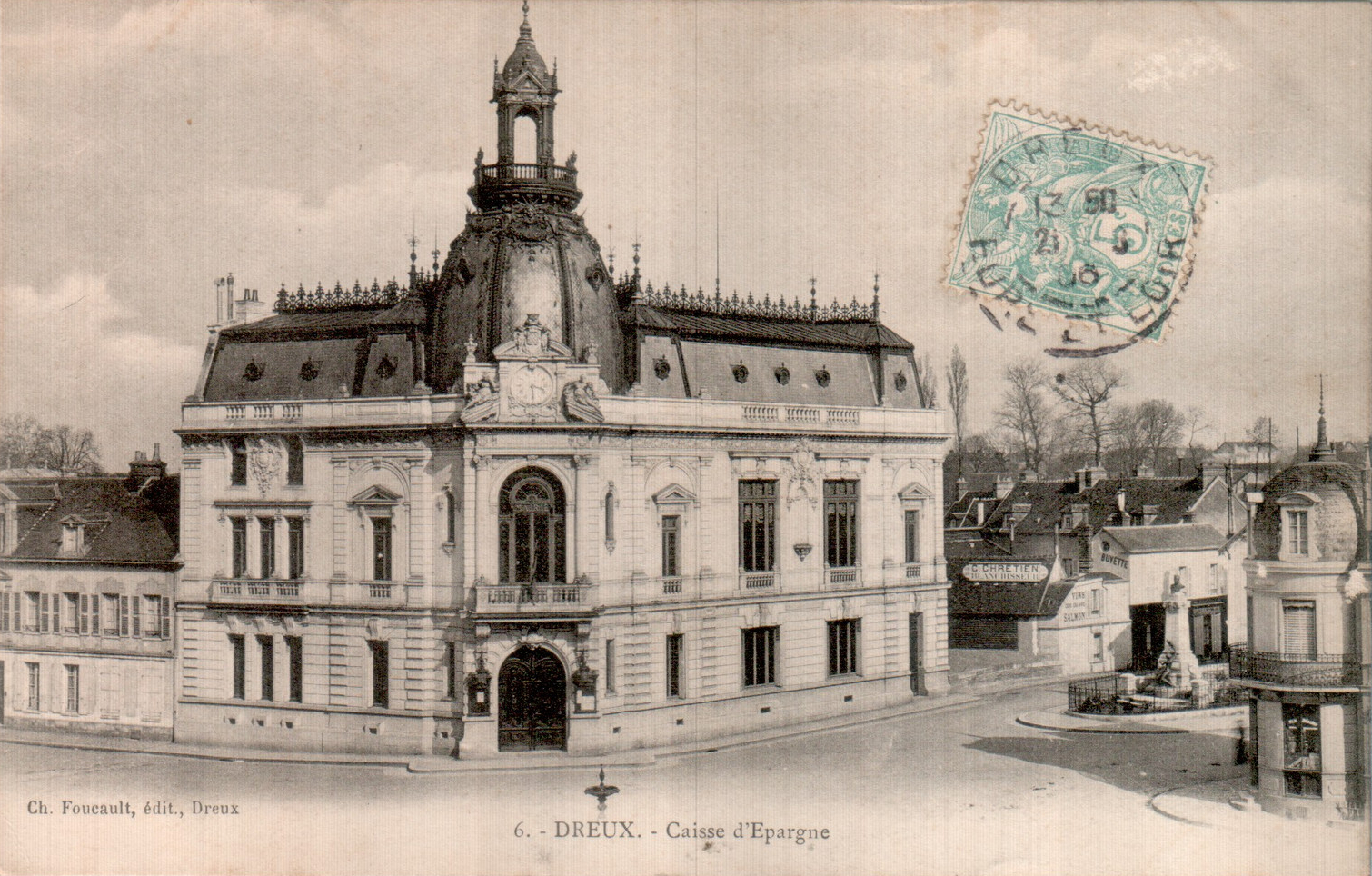
Vue d’ensemble, au tournant du XXe siècle.
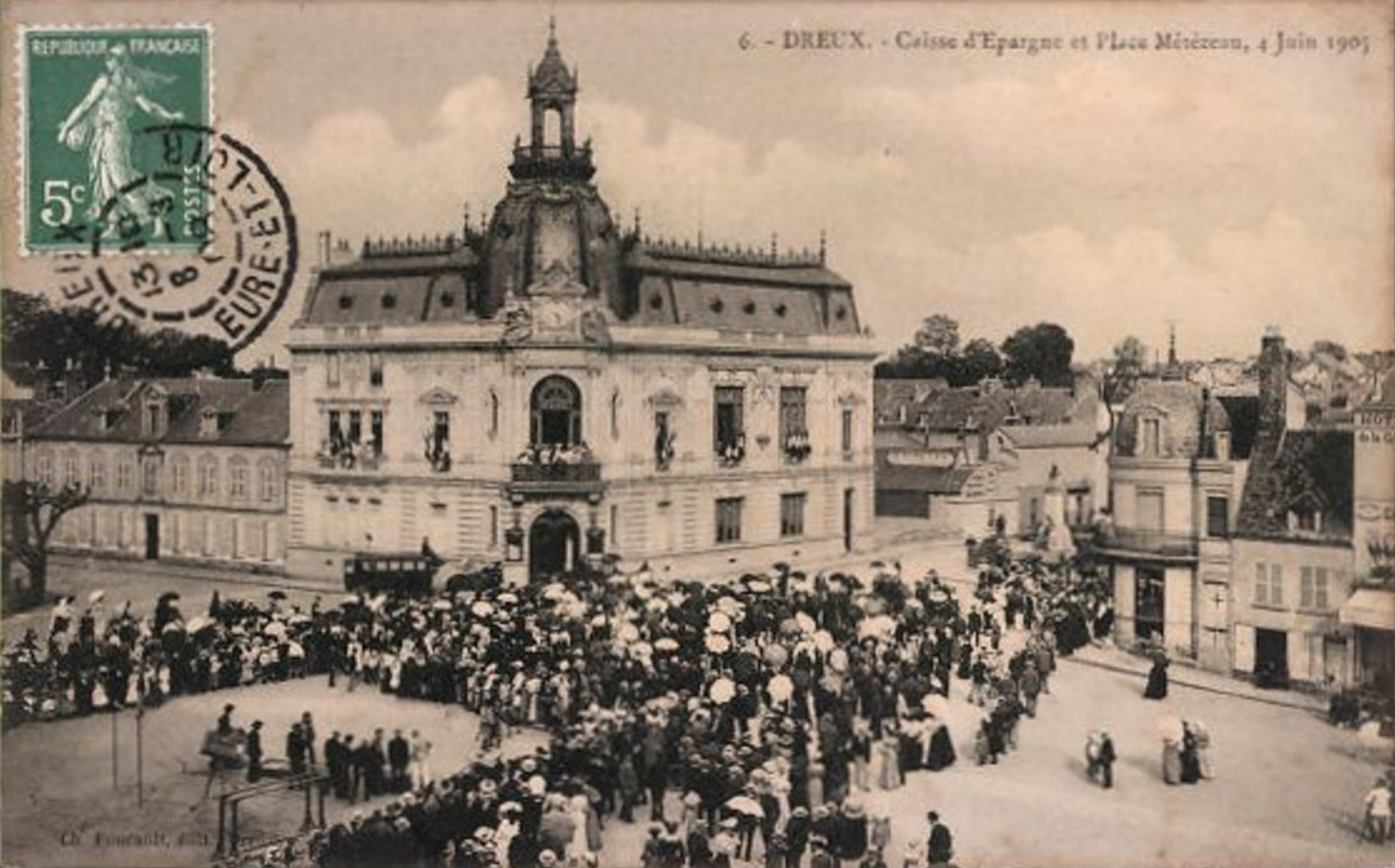
Vue d’ensemble et place Métézeau, le 4 juin 1905.
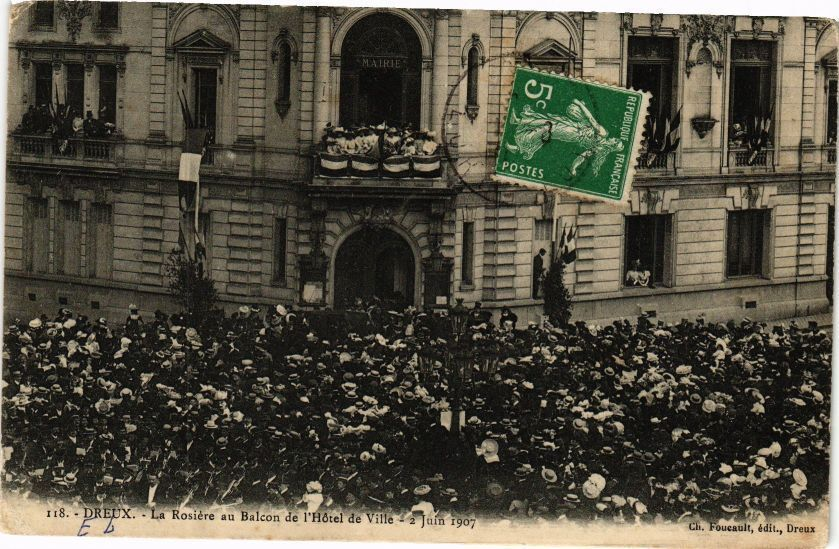
Cérémonie de la rosière, le 2 juin 1907. Le balcon du premier étage est alors surmonté de l'inscription « Mairie ».

### Reconversion
Dès 2009, la Caisse d'épargne fermant son agence en 2010, on évoque la transformation du bâtiment en hôtel. Le bâtiment est racheté par la Ville le 23 décembre 2011,. Des travaux de modernisation sont entamés et un bail d'une vingtaine de mois pour l'occupation du rez-de-chaussée est alors signé avec une agence de la Banque populaire. Les locaux restent par la suite inoccupés pendant plusieurs années. En mai 2017, une tempête provoque l'effondrement des bras de l'une des statues de la façade ; les morceaux sont récoltés par Damien Chantrenne et Axelle Marin et sont conservés dans les réserves du musée d'Art et d'Histoire de Dreux en attendant la restauration.

## Structure

Détails architecturaux
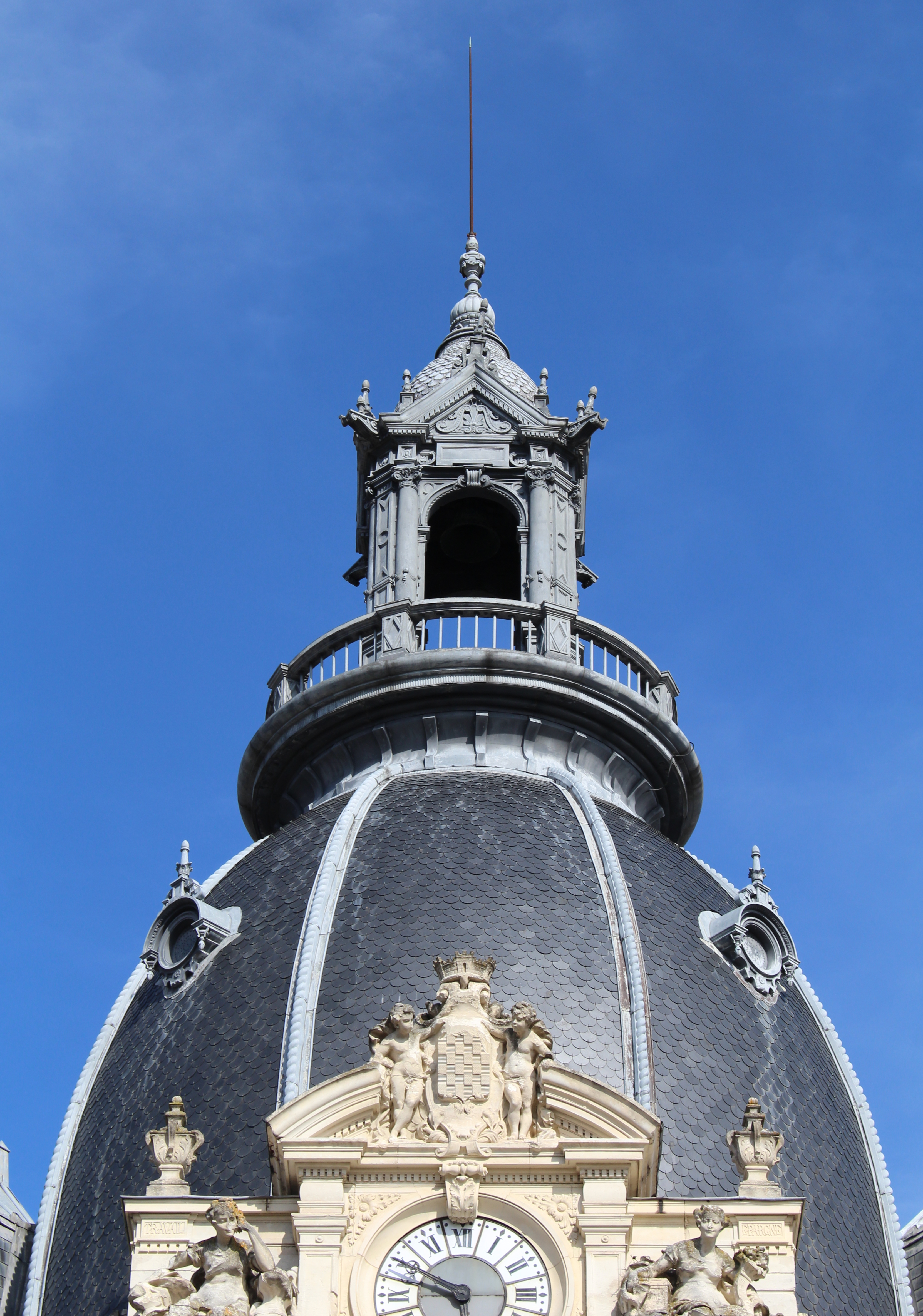
Dôme et lanternon de la rotonde d'angle.
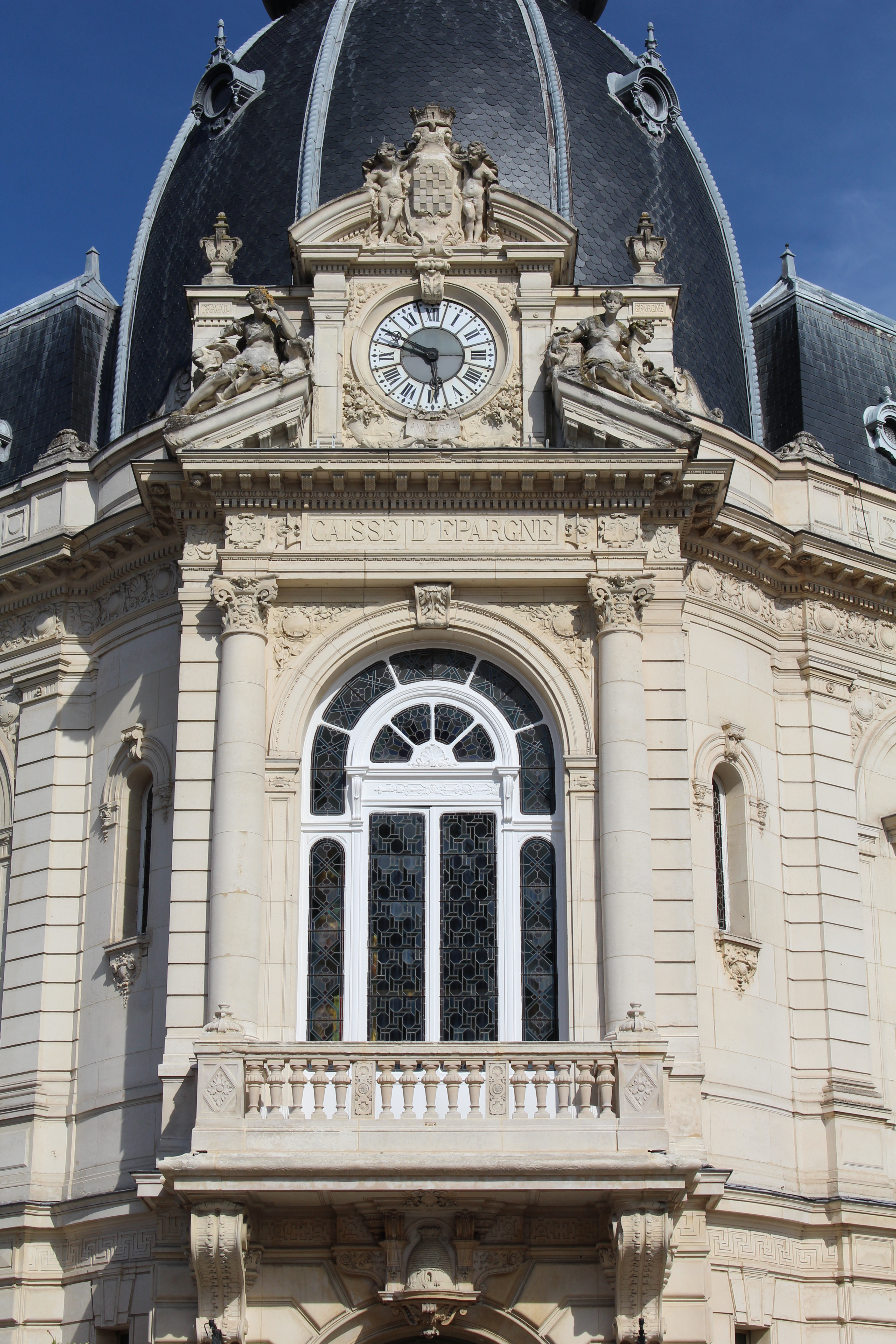
Balcon de la façade ouest.
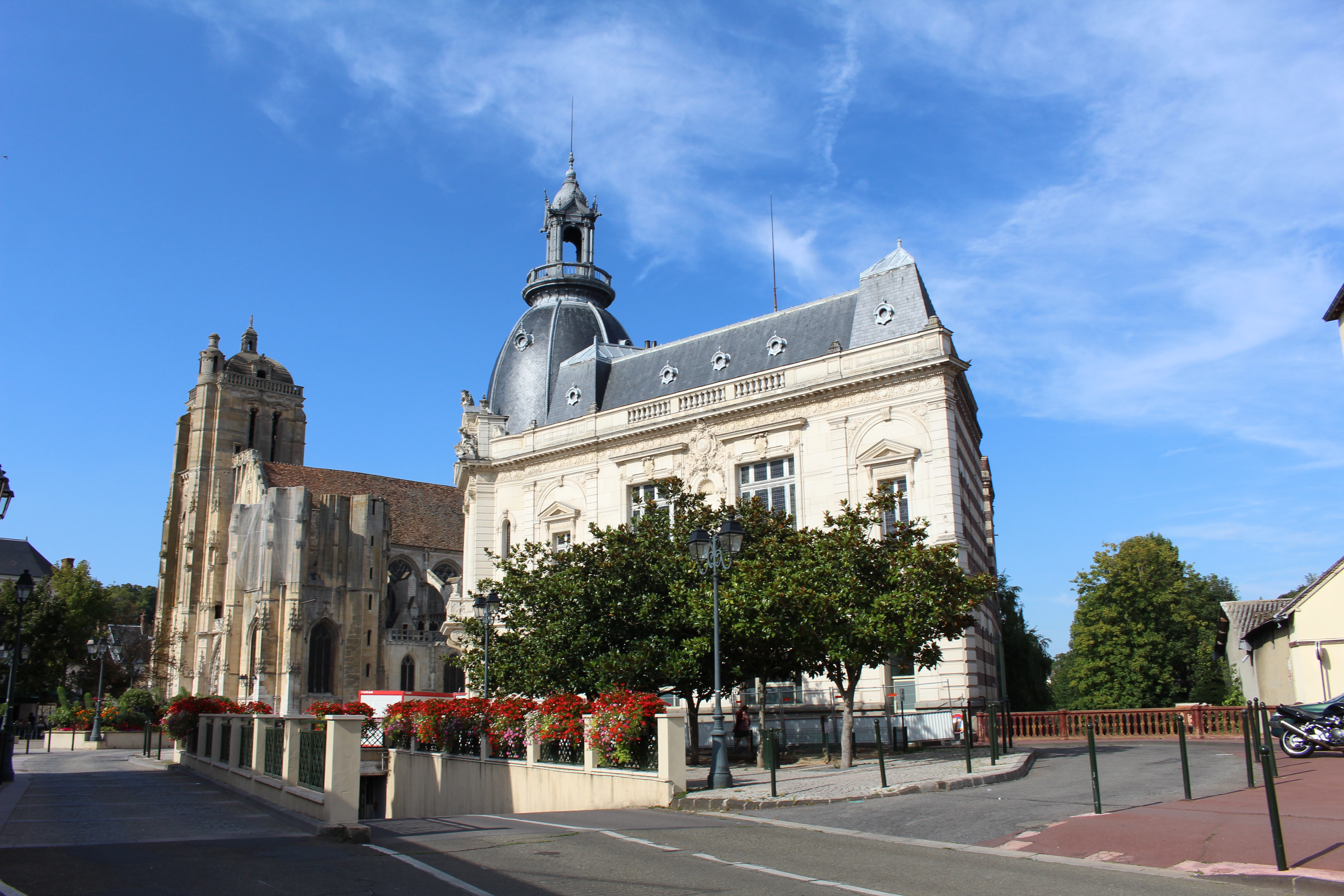
Façade sud-ouest, église Saint-Pierre en arrière-plan.
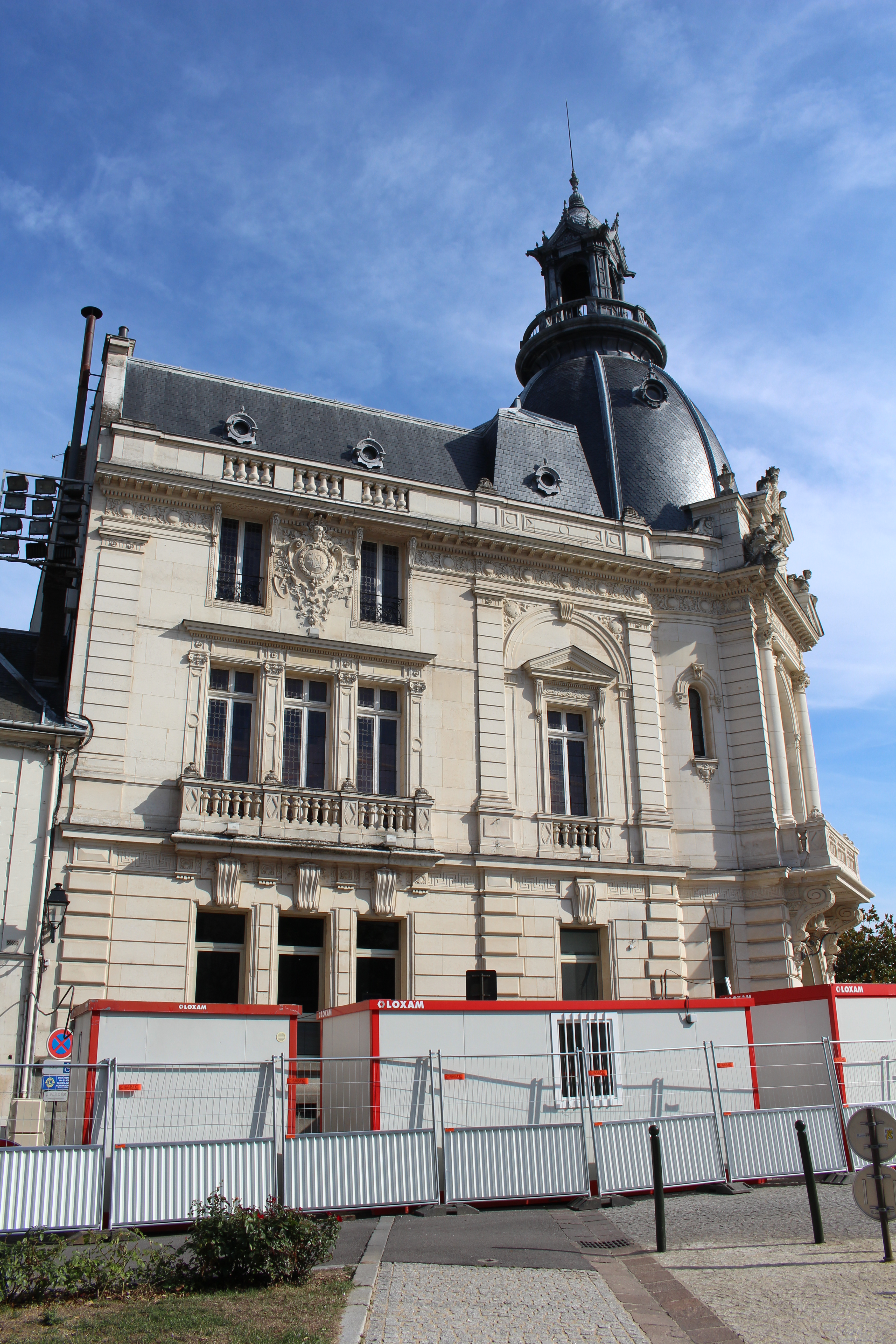
Façade nord-ouest.

Élément de l’intérieur
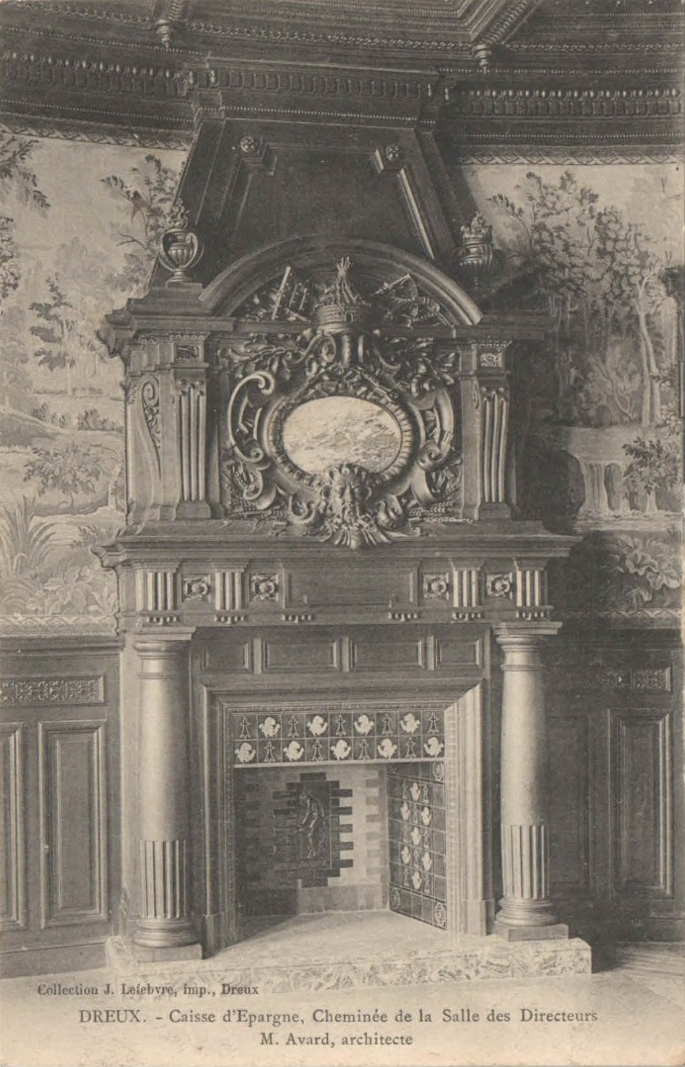
Cheminée de la salle des Directeurs avec sculpture de la ruche (symbole des caisses d'épargne), au tournant du XXe siècle.

## Statut patrimonial et juridique
Le bâtiment fait l’objet d’une inscription au titre des monuments historiques par arrêté du 26 septembre 2000, en tant que propriété d’un organisme professionnel.